# Влада Републике Српске Крајине
Влада Републике Српске Крајине била је највиши орган извршне власти у Републици Српској Крајини (1991-1995). Њена организација, дјелокруг и начин рада и одлучивања били су уређени Уставом и законима Републике Српске Крајине и подзаконским актима.
У историјском контексту, Влада РСК је остваривала континуитет обављања извршних функција са претходно постојећим органима:
- Влада САО Крајине (мај-децембар 1991)
- Извршно вијеће САО Крајине (децембар 1990-мај 1991)
- Предсједништво Заједнице општина Сјеверне Далмације и Лике (јул 1990-децембар 1991)

## Историја
Прва Влада Републике Српске Крајине изабрана је 19. децембра 1991. године, на дан проглашења Устава Републике Српске Крајине. Овом догађају претходила је постепена изградња извршних органа српске аутономије у САО Крајини и осталим српским областима које су настале у оквиру административних граница дотадашње југословенске федералне јединице Хрватске у периоду од средине 1990. до краја 1991. године.

### Први извршни органи
У Книну је 27. јуна 1990. донета одлука о формирању Заједнице општина Сјеверне Далмације и Лике (ЗОСДЛ), а потом је 3. јула конституисано и њено привремено Предсједништво, као извршни орган, на челу са Миланом Бабићем као тадашњим предсједником Скупштине Општине Книн. Потом је 25. јула 1990. године у Србу одржан велики српски сабор на коме је основано Српско национално вијеће (СНВ). За предсједника СНВ изабран је Милан Бабић, који је наставио да обавља и функцију предсједника привременог Предсједништва ЗОСДЛ. На првој сједници која је одржана 30. јула 1990. године у Книну, СНВ је расписало референдум о аутономији српског народа на подручју Републике Хрватске, који је одржан од 19. августа до 2. септембра, а на коме се 98% гласача изјаснило у прилог српске аутономије. СНВ је 30. септембра 1990. године на основу резултата референдума донело низ одлука у циљу даље изградње српске аутономије у Хрватској. СНВ и Предсједништво ЗОСДЛ су 21. децембра 1990. године прогласили стварање Српске Аутономне Области Крајине. У исто вријеме, Сабор Републике Хрватске је 22. децембра 1990. године прогласио нови Устав који је Хрватску дефинисао као националну државу хрватског народа, док су Срби сврстани у групу "inih naroda i manjina".

### Извршно вијеће
Статутом САО Крајине од 21. децембра 1990. године установљено је Извршно вијеће, као орган извршне власти. За предсједника Извршног вијећа САО Крајине изабран је Милан Бабић. Одлуком Извршног вијећа САО Крајине од 4. јануара 1991. године основан је Секретаријат унутрашњих послова САО Крајине, а за секретара је постављен Милан Мартић.
Сабор Републике Хрватске је 21. фебруара 1991. године усвојио "Резолуцију о прихваћању поступка за раздруживање СФРЈ", као и одлуку о неважењу закона Југославије на територији Хрватске. Насупрот томе, Српско национално вијеће и Извршно вијеће САО Крајине су 28. фебруара 1991. године усвојили „Резолуцију о раздруживању Републике Хрватске и САО Крајине“, која је предвиђала да САО Крајина остане у саставу Југославије као посебан политички ентитет. Те одлуке су потврђене 18. марта, усвајањем измена и допуна у тексту Статута САО Крајине, чиме је САО Крајина и формално дефинисана као посебан политички ентитет у оквиру Југославије.
Недуго потом, без сазивања Скупштине САО Крајине и без консултација са званичним Београдом, Извршно вијеће САО Крајине је 1. априла донело одлуку о уједињењу САО Крајине са Републиком Србијом. У исто вријеме расписан је референдум о статусу САО Крајине, који је заказан за 12. мај. Иако је резултат референдума био потврдан, Извршно вијеће САО Крајине је недуго потом одустало од својих планова о уједињењу са Републиком Србијом, вративши се на ранију замисао о трансформацији САО Крајине у посебан политички ентитет у оквиру Југославије.

### Влада
У Книну је 29. маја 1991. године донет низ одлука о трансформацији Статута САО Крајине у Уставни закон САО Крајине и прерастању дотадашњег Извршног вијећа у Владу САО Крајине, на челу са Миланом Бабићем као предсједником Владе. Потоњим усвајањем Устава, САО Крајина је 19. децембра 1991. године трансформисана у Републику Српску Крајину, након чега је изабрана и прва Влада РСК, са Миланом Бабићем као предсједником. У периоду између 1991. и 1995. године, упореди са изборима нових влада догађале су се и повремене реконструкције.

## Владе

### Предсједништво Заједнице општина Сјеверне Далмације и Лике (1990)
Заједница општина Сјеверне Далмације и Лике (ЗОСДЛ) основана је 27. јуна 1990. године, а потом је 3. јула конституисано и њено привремено Предсједништво Скупштине ЗОСДЛ, као извршни орган. Крајем 1991. године ЗОСДЛ је трансформисана у САО Крајину.
| Привремено предсједништво Заједнице општина Сјеверне Далмације и Лике (3. јул 1990 — 21. децембар 1990) | Привремено предсједништво Заједнице општина Сјеверне Далмације и Лике (3. јул 1990 — 21. децембар 1990) | Привремено предсједништво Заједнице општина Сјеверне Далмације и Лике (3. јул 1990 — 21. децембар 1990) | Привремено предсједништво Заједнице општина Сјеверне Далмације и Лике (3. јул 1990 — 21. децембар 1990) |
| име и презиме                                                                                           | дужност                                                                                                 | представља                                                                                              | слика                                                                                                   |
| --- | --- | --- | --- |
| Милан Бабић                                                                                             | предсједник                                                                                             | СО Книн                                                                                                 | Милан Бабић                                                                                             |
| Давид Растовић                                                                                          | потпредсједник                                                                                          | СО Доњи Лапац                                                                                           | |
| Војислав Лукић                                                                                          | посланик                                                                                                | СО Грачац                                                                                               | |
| Сергеј Веселиновић                                                                                      | посланик                                                                                                | СО Обровац                                                                                              | |
| Здравко Зечевић                                                                                         | посланик                                                                                                | СО Бенковац                                                                                             | |

### Српско национално вијеће (1990-1991)
Српско национално вијеће основано је 25. јула 1990. године на великом српском сабору у Србу, а распуштено је након прерастања Извршног вијећа САО Крајине у Владу САО Крајине (25. 7. 1990 — 29. 5. 1991).
| Српско национално вијеће (25. 7. 1990 — 29. 5. 1991) | Српско национално вијеће (25. 7. 1990 — 29. 5. 1991) | Српско национално вијеће (25. 7. 1990 — 29. 5. 1991) | Српско национално вијеће (25. 7. 1990 — 29. 5. 1991) |
| име и презиме                                        | дужност                                              | представља                                           | слика                                                |
| ---------------------------------------------------- | ---------------------------------------------------- | ---------------------------------------------------- | ---------------------------------------------------- |
| др Милан Бабић                                       | предсједник                                          | предсједник СО Книн                                  | Милан Бабић                                          |
| Давид Растовић                                       | потпредсједник                                       | предсједник СО Доњи Лапац                            |                                                      |
| др Јован Рашковић                                    | посланик                                             | предсједник СДС                                      | др Јован Рашковић                                    |
| мр Миле Дакић                                        | посланик                                             | предсједник ЈСДС                                     |                                                      |
| Јован Опачић                                         | посланик                                             | посланик из Книна                                    | Јован Опачић                                         |
| др Душан Зеленбаба                                   | посланик                                             | посланик из Книна                                    | др Душан Зеленбаба                                   |
| Радослав Тањга                                       | посланик                                             | посланик из Книна                                    |                                                      |
| Ратко Личина                                         | посланик                                             | посланик из Грачаца                                  |                                                      |
| Душан Ергарац                                        | посланик                                             | посланик из Доњег Лапца                              |                                                      |
| Војислав Лукић                                       | посланик                                             | предсједник СО Грачац                                |                                                      |
| Сергеј Веселиновић                                   | посланик                                             | предсједник СО Обровац                               |                                                      |
| Здравко Зечевић                                      | посланик                                             | предсједник СО Бенковац                              |                                                      |
| Велибор Матијашевић                                  | посланик                                             | предсједник СО Глина                                 |                                                      |
| парох Вељко Босанац                                  | посланик                                             | представник СПЦ                                      |                                                      |
| Душан Вјештица                                       | секретар                                             |                                                      |                                                      |

### Извршно вијеће и Влада САО Крајине (1990—1991)
Извршно вијеће САО Крајине изабрано је након проглашења САО Крајине 21. децембра 1990. године, а касније је 29. маја 1991. године преименовано у Владу САО Крајине, која је распуштена 19. децембра 1991. године, када је изабрана прва Влада РСК (21. 12. 1990 — 19. 12. 1991).
| Влада САО Крајине (21. 12. 1990 — 19. 12. 1991) | Влада САО Крајине (21. 12. 1990 — 19. 12. 1991)      | Влада САО Крајине (21. 12. 1990 — 19. 12. 1991) | Влада САО Крајине (21. 12. 1990 — 19. 12. 1991) |
| име и презиме                                   | дужност                                              | странка                                         | слика                                           |
| ----------------------------------------------- | ---------------------------------------------------- | ----------------------------------------------- | ----------------------------------------------- |
| др Милан Бабић                                  | предсједник                                          |                                                 | Милан Бабић                                     |
| Јован Катић                                     | потпредсједник                                       |                                                 |                                                 |
| Ристо Матковић                                  | потпредсједник                                       |                                                 |                                                 |
| Душан Старевић                                  | потпредсједник                                       |                                                 |                                                 |
| Вукашин Бабић                                   | министар електропривреде и енергетике                |                                                 |                                                 |
| Душан Баџа                                      | министар просвјете                                   |                                                 |                                                 |
| Милан Баук                                      | министар за финансије                                |                                                 |                                                 |
| др Васо Лежаић                                  | министар здравства и социјалне политике              |                                                 |                                                 |
| Лазар Мацура                                    | министар информисања                                 |                                                 |                                                 |
| Милан Мартић                                    | министар унутрашњих послова                          |                                                 | Милан Мартић                                    |
| Јован Радуловић                                 | министар спољних послова                             |                                                 | Јован Радуловић                                 |
| Вељко Стојисављевић                             | министар трговине, туризма, шумарства и пољопривреде |                                                 |                                                 |
| Милан Тарбук                                    | министар одбране                                     |                                                 |                                                 |
| Петар Штиковац                                  | министар вјера                                       |                                                 |                                                 |
| Душан Вјештица                                  | министар за урбанизам и грађевинарство               |                                                 |                                                 |

### Влада РСК (1991—1992)
Прва Влада Републике Српске Крајине изабрана је 19. децембра 1991. године, а распуштена је по избору нове владе 26. фебруара 1992. године (19. 12. 1991 — 26. 2. 1992).
| Влада РСК (19. 12. 1991 — 26. 2. 1992) | Влада РСК (19. 12. 1991 — 26. 2. 1992)        | Влада РСК (19. 12. 1991 — 26. 2. 1992) | Влада РСК (19. 12. 1991 — 26. 2. 1992) |
| име и презиме                          | дужност                                       | странка                                | слика                                  |
| -------------------------------------- | --------------------------------------------- | -------------------------------------- | -------------------------------------- |
| Ристо Матковић                         | први министар и министар правосуђа            |                                        |                                        |
| Вукашин Бабић                          | министар енергетике                           |                                        |                                        |
| Душан Баџа                             | министар просвјете                            |                                        |                                        |
| Драго Јарамаз                          | министар финансија                            |                                        |                                        |
| Саван Грабунџија                       | министар за саобраћај и везе                  |                                        |                                        |
| Мићо Јелић Грновић                     | министар за културу                           |                                        |                                        |
| Лазар Мацура                           | министар информисања                          |                                        |                                        |
| Милан Мартић                           | министар унутрашњих послова                   |                                        | Милан Мартић                           |
| Вељко Поповић                          | министар за урбанизам и грађевинарство        |                                        |                                        |
| мр Боривој Рашуо                       | министар иностраних послова                   |                                        |                                        |
| Петар Штиковац                         | министар вјера                                |                                        |                                        |
| др Васо Лежаић                         | министар за рад, здравље и социјалну политику |                                        |                                        |

### Влада РСК (1992—1993)
Друга Влада Републике Српске Крајине основана је 26. фебруара 1992. а распуштена по избору нове владе 28. марта 1993. (26. 2. 1992 — 28. 3. 1993).
| Влада РСК (26. 2. 1992 — 28. 3. 1993) | Влада РСК (26. 2. 1992 — 28. 3. 1993)               | Влада РСК (26. 2. 1992 — 28. 3. 1993) | Влада РСК (26. 2. 1992 — 28. 3. 1993) |
| име и презиме                         | дужност                                             | странка                               | слика                                 |
| ------------------------------------- | --------------------------------------------------- | ------------------------------------- | ------------------------------------- |
| мр Здравко Зечевић                    | предсједник                                         |                                       |                                       |
| др Бошко Божанић                      | потпредсједник                                      |                                       |                                       |
| Јово Каблар                           | потпредсједник                                      |                                       |                                       |
| Стево Богић                           | потпредсједник                                      |                                       |                                       |
| Вељко Џакула                          | потпредсједник (смијењен 11. фебруара 1992. године) |                                       |                                       |
| Душан Стеревић                        | потпредсједник                                      |                                       |                                       |
| Небојша Арбутина                      | министар за економске односе, индустрију и развој   |                                       |                                       |
| Ђорђе Бјеговић                        | министар енергетике и рударства                     |                                       |                                       |
| Митар Брновић                         | министар пољопривреде, водопривреде и шумарства     |                                       |                                       |
| Душан Ећимовић                        | министар информисања                                |                                       |                                       |
| Здравко Јанковић                      | министар информисања (послије Ећимовића)            |                                       |                                       |
| Саван Грабунџија                      | министар саобраћаја и веза                          |                                       |                                       |
| Раде Гаћеша                           | министар грађевинарства и урбанизма                 |                                       |                                       |
| Младен Хаџић                          | министар рада и социјалне заштите                   |                                       |                                       |
| Милан Мартић                          | министар унутрашњих послова                         |                                       | Милан Мартић                          |
| Милан Кнежевић                        | министар просвјете                                  |                                       |                                       |
| Војин Пеурача                         | министар финансија                                  |                                       |                                       |
| Давид Растовић                        | министар спорта                                     |                                       |                                       |
| Доброслав Вејзовић                    | министар иностраних послова                         |                                       |                                       |
| Слободан Јарчевић                     | министар иностраних послова (послије Вејзовића)     |                                       |                                       |
| Сергеј Веселиновић                    | министар за културу и верска питања                 |                                       |                                       |
| Светозар Винчић                       | министар трговине и туризма                         |                                       |                                       |
| др Душан Јовић                        | министар здравља                                    |                                       |                                       |
| др Спиро Костић                       | министар здравља (послије Јовића)                   |                                       |                                       |
| Стојан Шпановић                       | министар одбране                                    |                                       |                                       |

### Влада РСК (1993—1994)
Трећа Влада Републике Српске Крајине основана је 28. марта 1993. а распуштена по избору нове владе 21. априла 1994. (28. 3. 1993 — 21. 4. 1994).
| Влада РСК (28. 3. 1993 — 21. 4. 1994) | Влада РСК (28. 3. 1993 — 21. 4. 1994)             | Влада РСК (28. 3. 1993 — 21. 4. 1994) | Влада РСК (28. 3. 1993 — 21. 4. 1994) |
| име и презиме                         | дужност                                           | странка                               | слика                                 |
| ------------------------------------- | ------------------------------------------------- | ------------------------------------- | ------------------------------------- |
| Ђорђе Бјеговић                        | предсједник                                       |                                       |                                       |
| Бранко Лубовац                        | потпредсједник                                    |                                       |                                       |
| Стојан Шпановић                       | потпредсједник                                    |                                       |                                       |
| Небојша Арбутина                      | министар за економске односе, индустрију и развој |                                       |                                       |
| др Драгица Бакић                      | министар за рад и борачко инвалидску заштиту      |                                       |                                       |
| Миомир Црногорац                      | министар за саобраћај и везе                      |                                       |                                       |
| Митар Брновић                         | министар пољопривреде, водопривреде и шумарства   |                                       |                                       |
| Слободан Јарчевић                     | министар иностраних послова                       |                                       |                                       |
| Миливој Кричка                        | министар енергетике и рударства                   |                                       |                                       |
| др Спиро Костић                       | министар здравства                                |                                       |                                       |
| Милан Кнежевић                        | министар просвјете                                |                                       |                                       |
| Радомир Кужет                         | министар правосуђа и управе                       |                                       |                                       |
| Ђорђе Лазић                           | министар трговине и туризма                       |                                       |                                       |
| Милан Мартић                          | министар унутрашњих послова                       |                                       | Милан Мартић                          |
| Војин Пеурача                         | министар финансија                                |                                       |                                       |
| Милена Тањга                          | министар информисања                              |                                       |                                       |
| Душан Ракић                           | министар одбране                                  |                                       | Душан Ракић                           |
| Љубиша Будић                          | министар грађевинарства и урбанизма               |                                       |                                       |

### Влада РСК (1994—1995)
Четврта Влада Републике Српске Крајине основана је 21. априла 1994. а распуштена по избору нове владе 27. јула 1995. (21. 4. 1994 — 27. 7. 1995).
| Влада РСК (21. 4. 1994 — 27. 7. 1995) | Влада РСК (21. 4. 1994 — 27. 7. 1995) | Влада РСК (21. 4. 1994 — 27. 7. 1995) | Влада РСК (21. 4. 1994 — 27. 7. 1995) |
| име и презиме                         | дужност                               | странка                               | слика                                 |
| ------------------------------------- | ------------------------------------- | ------------------------------------- | ------------------------------------- |
| Борислав Микелић                      | предсједник                           |                                       |                                       |
| др Милан Бабић                        | министар иностраних послова           |                                       | Милан Бабић                           |
| Урош Фундук                           | министар правосуђа и управе           |                                       |                                       |
| проф. др Раде Тањга                   | министар одбране                      |                                       |                                       |
| мр Илија Пријић                       | министар унутрашњих послова           |                                       |                                       |
| Миливој Кричка                        | министар енергетике                   |                                       |                                       |
| Ратко Веселиновић                     | министар финансија                    |                                       |                                       |
| др Бранко Петровић                    | министар привреде                     |                                       |                                       |
| Симо Шијан                            | министар пољопривреде                 |                                       |                                       |
| Миливој Војновић                      | министар спорта                       |                                       |                                       |
| Милан Пађен                           | министар саобраћај и везе             |                                       |                                       |
| Стево Ратковић                        | министар просвјете                    |                                       |                                       |
| Љубиша Будић                          | министар урбанизма и грађевинарства   |                                       |                                       |
| др Стеван Ђурић                       | министар здравља                      |                                       |                                       |
| Слободан Перић                        | министар за рад и социјалну заштиту   |                                       |                                       |
| Миле Боснић                           | министар трговине                     |                                       |                                       |
| мр Боривој Рашуо                      | министар информисања                  |                                       |                                       |
| Драгутин Болић                        | министар културе                      |                                       |                                       |

### Влада РСК (1995–1995)
Пета Влада Републике Српске Крајине основана је 27. јула 1995. а распуштена 5. августа 1995. (27. 7. 1995 – 5. 8. 1995). Влада је престала са радом на дан 5. августа 1995. након што је Република Хрватска извршила војни напад на Републику Српску Крајину.
| Влада РСК (27. 7. 1995 – 5. 8. 1995) | Влада РСК (27. 7. 1995 – 5. 8. 1995)        | Влада РСК (27. 7. 1995 – 5. 8. 1995) | Влада РСК (27. 7. 1995 – 5. 8. 1995) |
| име и презиме                        | дужност                                     | странка                              | слика                                |
| ------------------------------------ | ------------------------------------------- | ------------------------------------ | ------------------------------------ |
| др Милан Бабић                       | предсједник                                 |                                      | Милан Бабић                          |
| Миливој Војновић                     | министар иностраних послова                 |                                      |                                      |
| Миле Боснић                          | министар трговине                           |                                      |                                      |
| Светозар Винчић                      | министар финансија                          |                                      |                                      |
| Слободан Перић                       | министар за рад, социјална и борачка питања |                                      |                                      |
| Урош Фундук                          | министар за правосуђе и управу              |                                      |                                      |
| Тошо Пајић                           | министар унутрашњих послова                 |                                      |                                      |
| Драго Ковачевић                      | министар за информисање                     |                                      |                                      |
| Вукашин Егић                         | министар за енергертику                     |                                      |                                      |
| Ранко Бакић                          | министар за индустрију и развој             |                                      |                                      |
| Васкрсије Вуксановић                 | министар за пољопривреду                    |                                      |                                      |
| Ђуро Подунавац                       | министар за просвјету                       |                                      |                                      |
| др Стеван Ђурић                      | министар за здравље                         |                                      |                                      |
| Милан Пађен                          | министар за саобраћај и везе                |                                      |                                      |
| Милан Богуновић                      | министар за грађевинарство и урбанизам      |                                      |                                      |
| Марко Атлагић                        | министар без портфеља                       |                                      | Марко Атлагић                        |
| Милан Радмановић                     | министар без портфеља                       |                                      |                                      |
| Никола Добријевић                    | министар без портфеља                       |                                      |                                      |
| Ратко Гонди                          | министар без портфеља                       |                                      |                                      |
| Војислав Станимировић                | министар без портфеља                       |                                      | Војислав Станимировић                |

### Влада РСК у прогонству
Влада Републике Српске Крајине у прогонству конституисана је 26. фебруара 2005. године у Београду.